# 沈宏 (嘉靖進士)
沈宏（1496年—1572年），字惟遠，號芹溪，浙江嘉興府崇德縣篁墩人，民籍，明朝政治人物。

## 生平
嘉靖十三年（1534年）甲午科浙江鄉試第三十四名舉人。嘉靖十四年（1535年）中式乙未科會試第一百五十八名，登第二甲第六名進士。初授刑部主事，因张延龄案，受廷杖，謫夀州同知。不久补为武选郎，后外放为广西副使，以平洞猺訌亂，賜白金、文綺。升云南參政，戡平黔国公冒袭一事，官至廣東按察使，嘉靖四十年告老。卒年七十七，葬于岑山（在今洲泉镇岑山村）。著有《天文二论》、《芹溪吟稿》等。

## 家族
曾祖沈燁；祖父沈淳；父沈鼎，母李氏；繼母鄭氏。具庆下。兄沈榮。长子沈如封，字慰先，幼工诗文，入太学，著有《見山集》。